# Turacina ceratopyga
Turacina ceratopyga là một loài bướm đêm trong họ Noctuidae.